# Тихизм

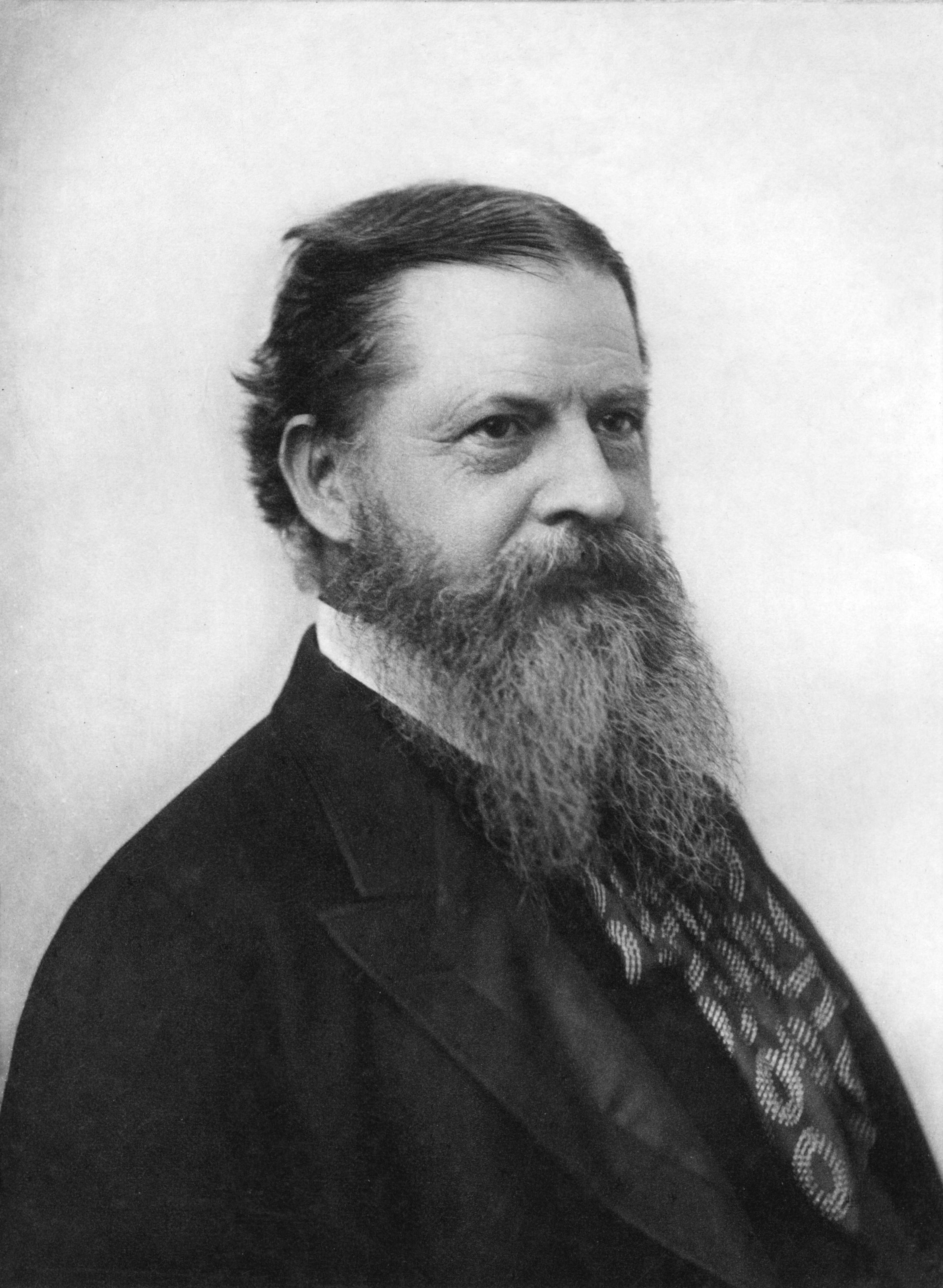
Чарльз Сандерс Пирс

Тихизм (от греч. τύχη, «случай») — учение о господстве случая во Вселенной. Тихизм отвергает «механическую» концепцию законов природы.
Наиболее ярко доктрину тихизма представил американский философ Чарльз Сандерс Пирс.

## Тезисы
Доктрина тихизма предполагает существование элемента абсолютной случайности в устройстве Вселенной. Тихизм, по мнению Пирса, играет главную роль в эволюции, а Вселенная обладает свободой выбора законов. Случай определяет разнородность и разнокачественность вещей, саморазвитие приводит к устойчивости.
Пирс не утверждал, что нет законов во Вселенной. Он говорил, что они есть, но недостаточно точны, так как всё ещё находятся в процессе эволюции.